# Бофа!
«Бофа!» (англ. Bopha!) — кинофильм снятый Морганом Фрименом. Это режиссёрский дебют Фримена, затрагивающий проблемы межрасовых отношений. Экранизация произведения, автор которого — Перси Мтва.

## Сюжет
В начале фильма даётся пояснение, что слово «бофа» на языке зулу значит «арест». Этот политический фильм, действие которого происходит в 1980-х годах, рассказывает о небольшом городе в Южной Африке. Чернокожий офицер полиции Мангена, выполняющий свои обязанности добросовестно, сталкивается со сложным выбором в своей жизни. Восстание населения в городе из-за жестокости и агрессивности белого офицера Де Вильерса раскалывает семью Мангена. Ему приходится выбирать между его сыном — сторонником решительной борьбы с апартеидом — и своей работой, в которую он верит.